# Alexis Billiet
Alexis Billiet, francoski rimskokatoliški duhovnik, škof in kardinal, * 28. februar 1783, Les Chapelles, † 30. april 1873, Chambéry, Francija.

## Življenjepis
23. maja 1807 je prejel duhovniško posvečenje.
20. novembra 1825 je bil imenovan za škofa Saint-Jean-de-Maurienneja, 19. marca istega leta je bil potrjen in 19. marca 1826 je prejel škofovsko posvečenje.
18. marca 1840 je bil imenovan za nadškofa Chambéryja; potrjen je bil 27. aprila istega leta.
27. septembra 1861 je bil povzdignjen v kardinala in imenovan za kardinal-duhovnika Ss. Bonifacio ed Alessio.